# Jørgen Fogh-Wilster
Jørgen Fogh-Wilster, født Fogh Wilster (1714 – 17. marts 1756 på Ryomgård) var en dansk godsejer.
Han var søn af den forræderiske admiral Daniel Jacob Wilster og Cathrine Jørgensdatter Fogh. Moderen var datter af stadsoberst Jørgen Fogh og Catharine Schumacher, en søster til Peder Schumacher Griffenfeld. Den 30. juni 1747 blev Jørgen Fogh Wilster adlet med navnet Fogh-Wilster. Ansøgningen om adling kom dog fra hans morbror, etatsråd Peder Fogh. Fogh testamenterede Ryomgård til Fogh-Wilster, som ejede herregården fra 1753 til sin død.
8. juli 1747 ægtede han i Feldballe Kirke Anne Margrethe Galthen (1730 i Feldballe - 2. november 1797), datter af sognepræst Jens Friis Galthen og Margrethe Kristine Pedersdatter Bering. Ægteskabet var ulykkeligt, og der bestod en intim forbindelse mellem fruen og herremanden på Vedø og Høgholm, oberstløjtnant Palle Kragh von Hoff. Det var da også ham, som hun ægtede i sit andet ægteskab.
Parret er begravet i Marie Magdalene Kirke, hvor altertavlen fra 1757 bærer våben for Jørgen Fogh-Wilster. Den er bekostet af hans enke Anne Margrethe Galten.